# Эриспоэ
Эриспоэ (брет. Erispoe, фр. Erispoë, лат. Herispoius; убит 2 или 12 ноября 857) — основатель Бретонского королевства, король с 851 по 857 год. Эриспоэ являлся продолжателем политики своего отца, Ваннского графа Номиноэ.

## Биография

### Молодость и победа над Карлом Лысым
Уже в начале 840-х годах Эриспоэ участвовал в кампании своего отца Номиноэ и графа Ламберта II Нантского против короля Западно-Франкского государства Карла II Лысого и его ставленника, нантского графа Рено Эрбожского. Он участвовал в битвах при Месаке и при Блене. После внезапной смерти Номиноэ в походе против Карла Лысого (7 марта 851 года) ободрившийся король перешел в наступление, но был разгромлен Эриспоэ в битве при Женглане (на левом берегу Вилена) 22 августа 851 года.

### Соглашение в Анже
Вскоре после этого, то есть осенью того же года, Эриспоэ и Карл встретились в Анже и заключили договор, описанный в «Бертинских анналах» так: «Эриспоэ, сын Номиноэ, прибыл в Анже к Карлу и поклялся ему в верности, получив из его рук знаки королевского достоинства и признание за ним всех земель завоёванных его отцом, с графствами Реннским, Нантским и землёй Резе» (Резе ради этого был отделен от графства Пуату). Карл стал крестным отцом сына Эриспоэ, Конана. Встреча завершилась пиром.
По свидетельству «Бертинских анналов», в феврале 856 года в Лувье дочь Эриспоэ (не названная по имени) была обручена с сыном Карла, молодым Людовиком Заикой, который получил Ценоманское герцогство со столицей в Мансе и был провозглашён королём Нейстрии. После этого у Эриспоэ сохранялись добрые отношения с Карлом II Лысым до самой смерти.
Обычно считается, что он получил королевский титул; некоторые исследователи это оспаривают. Несомненно по крайней мере то, что он имел право пользования королевскими регалиями, пользовался королевской печатью и именовался титулом consors regni (королевский супруг, то есть свойственник).

### Правление и смерть
Эриспое воевал против викингов, разграбивших в 853 году Нант.
2 или 12 ноября 857 года в Редоне Эриспое был убит в алтаре церкви, считавшемся местом убежища, своим кузеном и преемником Саломоном при помощи некоего Алмарха. Эриспое был похоронен рядом с отцом в монастыре Сан-Север в Редоне (как и отец он также покровительствовал этому монастырю). Дочь его, обрученная с Людовиком Косноязычным, тем не менее в конце концов вышла замуж за графа Ренна Гурвана, убийцу Саломона. О судьбе сына Эриспое, Конана, ничего не известно.